# Mesa de Rocheachi
Mesa de Rocheachi är en ort i Mexiko.   Den ligger i kommunen Guachochi och delstaten Chihuahua, i den nordvästra delen av landet, 1 200 km nordväst om huvudstaden Mexico City. Mesa de Rocheachi ligger 2 333 meter över havet och antalet invånare är 167.
Terrängen runt Mesa de Rocheachi är kuperad åt nordost, men åt sydväst är den platt. Runt Mesa de Rocheachi är det mycket glesbefolkat, med 6 invånare per kvadratkilometer. Närmaste större samhälle är La Guitarra, 14,6 km väster om Mesa de Rocheachi. Omgivningarna runt Mesa de Rocheachi är i huvudsak ett öppet busklandskap.